# Canton de Vignory
Le canton de Vignory est une ancienne division administrative française située dans le département de la Haute-Marne et la région Champagne-Ardenne.

## Géographie
Ce canton était organisé autour de Vignory dans l'arrondissement de Chaumont. Son altitude  moyenne est de 255 m.

## Représentation

### Conseillers d'arrondissement (de 1833 à 1940)
| Période                                  | Période          | Identité                                        | Étiquette               | Qualité |
| ---------------------------------------- | ---------------- | ----------------------------------------------- | ----------------------- | --- |
| 1833                                     | 1842             | Joseph Victor Leseur                            |                         | Propriétaire à Annéville                                                                                    |
| 1842                                     | 1848             | Félix Laujorrois                                |                         | Propriétaire à Marault                                                                                      |
|                                          |                  |                                                 |                         | |
|                                          | 1887 (démission) | M. Royer                                        |                         | |
| 3 mars 1887                              | 1889             | Claude-Bernardin Ripert                         | Rad. dissident          | Industriel, maire de Vignory                                                                                |
| 1889                                     | 1910             | Gustave Magnien                                 | Républicain             | Maire de Bologne, Président du Conseil d'arrondissement                                                     |
| 1910                                     | 1914             | Abel Rémy                                       | Républicain indépendant | Négociant en bois, maire de Soncourt-sur-Marne                                                              |
| 1914                                     | 1916 (décès)     | Germain Jeanniot (1858-1916)                    | Rad.                    | Négociant en vins, maire de Viéville                                                                        |
| 1916                                     | 1919             | siège vacant                                    |                         | |
| 1919                                     | 1928             | Lucien Kauffmann (1882-1940)                    | Droite                  | Notaire à Vignory                                                                                           |
| 1928                                     | 1934             | Marius Jeanniot (1894-1974, fils de G.Jeanniot) | Rad.                    | Négociant en vins, maire de Viéville                                                                        |
| 1934                                     | 1937             | Constant Thériat                                | Rad.                    | Eleveur, maire de Vignory                                                                                   |
| Décembre 1937                            | 1940             | Auguste Peyen (1881-1966)                       | Rad.                    | Industriel (menuisier), maire de Roôcourt-la-Côte                                                           |
| 1940                                     |                  |                                                 |                         | Les conseils d'arrondissement ont été suspendus par la loi du 12 octobre 1940 et n'ont jamais été réactivés |
| Les données manquantes sont à compléter. |                  |                                                 |                         | |

### Conseillers généraux de 1833 à 2015
| Période | Période      | Identité                         | Étiquette      | Qualité |
| ------- | ------------ | -------------------------------- | -------------- | --- |
| 1833    | 1842         | Charles-Louis Lavocat            |                | Notaire, propriétaire, maire de Viéville                                                                           |
| 1842    | 1848         | Joseph-Victor Leseur             |                | Notaire à Bologne, conseiller d'arrondissement                                                                     |
| 1848    | 1852         | Jean-Baptiste Augustin Forgeot   |                | Docteur en médecine, maire de Vignory                                                                              |
| 1852    | 1869         | Edme Parisot                     |                | Juge de paix, membre de l'instruction publique                                                                     |
| 1869    | 1876 (décès) | Nicolas Lavocat                  |                | Propriétaire, maître de forges, juge au Tribunal de commerce de Chaumont                                           |
| 1876    | 1884 (décès) | Baron Félix Bruslé de Valsuzenay | Droite         | Maître de forges, Maire de Froncles                                                                                |
| 1884    | 1889         | François Albert Riston           |                | Maître de forges, maire de Froncles                                                                                |
| 1889    | 1914 (décès) | Claude-Bernardin Ripert          | Rad. dissident | Industriel, maire de Vignory, conseiller d'arrondissement                                                          |
| 1914    | 1919         | Abel Rémy                        | RG             | Négociant en bois Maire de Soncourt, conseiller d'arrondissement                                                   |
| 1919    | 1925         | Eugène Canègre                   |                | Directeur d'usine, Maire de Froncles                                                                               |
| 1925    | 1931         | Victor Arland                    | Rad.           | Vétérinaire, maire de Bologne                                                                                      |
| 1931    | 1937         | Pierre Dautrey                   | URD            | Docteur en médecine à Vignory                                                                                      |
| 1937    | 1940         | Constant Thériat (1874-1953)     | Rad.           | Eleveur, boucher, industriel, maire de Vignory, conseiller d'arrondissement Nommé conseiller départemental en 1943 |
|         |              |                                  |                | |
| 1945    | 1961         | Jean Kauffmann (1910-1983)       | DVD            | Notaire à Vignory                                                                                                  |
| 1961    | 1965         | Maurice Paillot                  | Rad.           | Maire de Froncles (1945-1973)                                                                                      |
| 1965    | 1979         | Jean-Pierre Humbert              | DVD            | Pharmacien, maire de Bologne (1957-1995)                                                                           |
| 1979    | 1985         | Jean-Charles Popko               | PS             | Instituteur, adjoint au Maire de Froncles, député suppléant de Guy Chanfrault (1981-1986)                          |
| 1985    | 1998         | Jean-Pierre Humbert              | DVD            | Pharmacien, maire de Bologne                                                                                       |
| 1998    | 2015         | Denis Maillot                    | PS             | Professeur de lycée, maire de Viéville (2001-2020)                                                                 |

## Composition
Le canton de Vignory regroupait 16 communes et comptait 5 578 habitants (recensement de 1999 sans doubles comptes).
| Communes                | Population (2012) | Code postal | Code Insee |
| ----------------------- | ----------------- | ----------- | ---------- |
| Annéville-la-Prairie    | 84                | 52310       | 52011      |
| Bologne                 | 1 943             | 52310       | 52058      |
| Daillancourt            | 85                | 52110       | 52160      |
| Froncles                | 1 760             | 52320       | 52211      |
| La Genevroye            | 23                | 52320       | 52214      |
| Guindrecourt-sur-Blaise | 31                | 52330       | 52232      |
| Lamancine               | 106               | 52310       | 52260      |
| Marbéville              | 101               | 52320       | 52310      |
| Mirbel                  | 47                | 52320       | 52326      |
| Ormoy-lès-Sexfontaines  | 50                | 52310       | 52367      |
| Oudincourt              | 148               | 52310       | 52371      |
| Soncourt-sur-Marne      | 339               | 52320       | 52480      |
| Viéville                | 257               | 52310       | 52522      |
| Vignory                 | 307               | 52320       | 52524      |
| Vouécourt               | 205               | 52320       | 52547      |
| Vraincourt              | 92                | 52310       | 52548      |

## Démographie
| 1962  | 1968  | 1975  | 1982  | 1990  | 1999  | 2009  |
| ----- | ----- | ----- | ----- | ----- | ----- | ----- |
| 5 898 | 6 367 | 6 523 | 6 271 | 5 926 | 5 578 | 5 529 |